# أبو جحيفة السوائي
أبو جحيفة السوائي الكوفي واسمه وهب بن عبد الله بن مسلم، من صغار الصحابة، لم يكن قد بلغ الحلم حين توفي النبي، روى عدة أحاديث، كان على شرطة علي بن أبي طالب وبيت المال. وكان يقوم تحت منبره، وكان يسميه وهب الخير. واستعمله على خمس المتاع الذي كان في حربه.

## سيرته
وهب بن عبد الله بن مسلم بن جُنادة بن حبيب بن سُواءة السُّوَائي الكوفي، مشهور بكنيته أبي جحيفة، قُبض النبي ولم يبلغ الحُلُم، وقد رآه ورَوَى عنه، قدم على النّبيّ مع أهله أواخر عمره، وحفظ عنه، وهو في نفس عمر عبد الله بن عباس، كان على شرطة علي بن أبي طالب، جعله علي بن أَبي طالب على بيت المال بالكوفة، وشهِد معه مشاهده كلها، وكان يحبه ويثق إِليه، ويسميه وهب الخير. وكان علي بن أبي طالب إذا خطب، يقوم أبو جحيفة تحت منبره.
وتوفي أبو جحيفة في خلافة عبد الملك بن مروان وولاية بشر بن مروان بالكوفة. وكان قد نزلها وابتنى بها دارًا في بني سواءة بن عامر، واختلفوا في سنة وفاته، فقيل 72 هـ، وقال الذهبي: 74 هـ، ويقال: عاش إلى ما بعد الثمانين.
عن عون بن أبي جحيفة، عن أبيه، قال: «أكلت ثريدةِ بُرٍّ بِلَحْمٍ، وأتيت رسولِ الله ﷺ وأنا أتجشَّأ، فقال: "تكْفُفْ، أَوِ احْبِسْ، عَلَيْكَ جُشَاءك أَبَا جُحَيْفَةَ، فَإِنَّ أَكْثَرَ النَّاسِ شَبَعًا فِي الدّنْيا أَطْوَلُهُمْ جُوعًا يَوْمَ الْقِيَامَةِ". قال: فما أكل أبو جحيفة وملأ بطنه حتى فارق الدُّنيا؛ كان إذا تعشى لا يتغّدى، وإذا تغدّى لا يتعشى.».

## روايته للحديث النبوي
- حدث عن: النبي محمد، وعن علي بن أبي طالب، والبراء بن عازب.
- حدث عنه: ابنه عون بن أبي جحيفة، وأبو إسحاق السبيعي، علي بن الأقمر، والحكم بن عتيبة، وسلمة بن كهيل، وكان آخر من حدّث عنه إسماعيل بن أبي خالد. وحديثه في الكتب الستة.[4]